# تنورة (راشيا)
تنورة قرية من قرى قضاء راشيا، عدد سكانها حوالي الألف نسمة، وهي من أقدم قرى القضاء، تعود تسميتها إلى الأرامية وتعني النار والنور (تن نورة)يوجد فيها العديد من الأثار تعود للعصر الحجري المتوسط ولأول مراحل التطور الإنساني إذ وجد فيها سكاكين وادوات حجرية تعود لتلك الحقبة كما يوجد فيها عدة مغاور معدة للاستعمال البشري كما يوجد فيهاأثار عديدة اهمها:(المشنقة) وهي مكان عبادة روماني كما يوجد فيها عدة أثار رومانية وعربية أخرى، وكانت مركزا لحكم الجزيرة إبان عهد الحاكم بأمر الله الفاطمي، وفيها سكن الشيخ الفاضل و الشيخ ابو هلال محمد الكوكباني(الشيخ الفاضل ) أحد أهم شيوخ واولياء بني معروف.
لعب سكان هذه القرية دورا مميزا في تاريخ بني معروف القديم والحديث.
يوجد فيها عدة عائلات: أبوزور - التقي- سرحال- ريدان - قسام- خير -
يوجد فيها مجلس بلدي ومختار
' هي إحدى القرى اللبنانية من قرى قضاء راشيا في محافظة البقاع.